# Ctenichneumon devylderi
Ctenichneumon devylderi är en stekelart som först beskrevs av Holmgren 1871.  Ctenichneumon devylderi ingår i släktet Ctenichneumon och familjen brokparasitsteklar. Arten är reproducerande i Sverige. Inga underarter finns listade i Catalogue of Life.